# Angelo Rossi (musicista)
Angelo Rossi, noto anche con lo pseudonimo di Matanzas (Cava Manara, 1924 – Pavia, 10 aprile 2012), è stato un compositore, arrangiatore e partigiano italiano.
Scrisse, tra le varie opere, la musica del celebre brano Siamo i ribelli della montagna; sotto pseudonimo ha scritto le musiche di numerosi successi per Don Marino Barreto Junior, Natalino Otto, Peppino di Capri, Bruno Martino.

## Biografia
Soprannominato "Lanfranco", nel 1944 era studente di musica e faceva parte del 5º distaccamento della 3ª Brigata Garibaldi "Liguria". Emilio Casalini, comandante del distaccamento, aveva scritto il testo di Siamo i ribelli della montagna, e chiese proprio a Rossi di arrangiare il nuovo brano; nel corso di un servizio di sentinella svolto sul Monte Pracaban, "Lanfranco" riuscì a mettere in musica il testo, trascrivendone le note su un foglio di carta da pacchi. Nacque così uno dei più celebri canti della Resistenza.
Terminato il conflitto bellico, Rossi divenne maestro di musica e fece parte per circa dieci anni dell'orchestra di Don Marino Barreto Junior, scrivendone e arrangiando le musiche delle canzoni. Firmandosi con lo pseudonimo "Matanzas", scrisse Hasta la vista señora, il maggior successo discografico di Don Marino; e inoltre: Cinque minuti ancora, Visino de angelo, Sivori cha cha cha. Con Giorgio Calabrese scrisse Regalami una notte.